# Жерава
Жерава (хрв. Žerava) је насељено место у саставу града Нин, Задарска жупанија, Хрватска.

## Историја
До територијалне реорганизације у Хрватској била је у саставу старе општине Задар. Као самостално насеље Жерава постоји од 2001. године. Настала је издвајањем дела насеља Пољица.

## Становништво
У попису становништва из 2011. године, Жерава је имала 208 становника.